# Warm Leatherette
Albums de Grace Jones
Muse
(1979) Nightclubbing
(1981)
Singles
1. A Rolling Stone
Sortie : avril 1980
2. Love Is the Drug
Sortie : mai 1980
3. Private Life
Sortie : 27 juin 1980
4. Warm Leatherette
Sortie : juillet 1980
5. Pars
Sortie : septembre 1980
6. The Hunter Gets Captured by the Game
Sortie : septembre 1980
7. Breakdown
Sortie : octobre 1980

Warm Leatherette est le quatrième album studio de la chanteuse jamaïcaine Grace Jones, sorti le 9 mai 1980 chez Island Records. 
C'est le premier des trois albums consécutifs de Grace Jones enregistrés aux studios Compass Point aux Bahamas. Il comprend des contributions du duo de production reggae Sly and Robbie et s'éloigne du son disco antérieur de Jones, s'orientant vers une direction new wave-reggae.

## Titres
| 1. | Warm Leatherette | Daniel Miller                                    | 4:25 |
| 2. | Private Life     | Chrissie Hynde                                   | 5:10 |
| 3. | A Rolling Stone  | - Deniece Williams - Fritz Baskett - Grace Jones | 3:30 |
| 4. | Love Is the Drug | - Bryan Ferry - Andy Mackay                      | 7:15 |

| 5. | The Hunter Gets Captured by the Game | Smokey Robinson | 3:50 |
| 6. | Bullshit                             | Barry Reynolds  | 5:20 |
| 7. | Breakdown                            | Tom Petty       | 5:30 |
| 8. | Pars                                 | Jacques Higelin | 4:05 |

## Crédits
Crédits adaptés du livret de Warm Leatherette.
- Grace Jones – chant, chœurs
- Barry Reynolds – guitare
- Mikey Chung – guitare
- Wally Badarou – claviers
- Robbie Shakespeare – basse
- Sly Dunbar – batterie
- Uziah Thompson – percussion

Technique
- Chris Blackwell – production, ingénieur du son, mixage
- Alex Sadkin – production, ingénieur du son, mixage
- Ted Jensen – ingénieur du mastering
- Kendal Stubbs – assistant ingénieur
- Jean-Paul Goude – pochette

## Classements
| Classement (1980)             | Meilleure position |
| ----------------------------- | ------------------ |
| Australie (Kent Music Report) | 47                 |
| États-Unis (Billboard 200)    | 132                |
| Royaume-Uni (UK Albums Chart) | 45                 |

| Classement (2016)             | Meilleure position |
| ----------------------------- | ------------------ |
| Belgique (Flandre Ultratop)   | 96                 |
| Belgique (Wallonie Ultratop)  | 188                |
| Pays-Bas (Mega Album Top 100) | 198                |